# Lila dit ça
Lila dit ça (internationale titel: Lila Says) is een Franse film uit 2004 van de Libanese regisseur Ziad Doueiri, die eerder camera-assistent was bij een aantal films van Quentin Tarantino.

## Verhaal
De blonde zestienjarige Lila (Vahina Giacante) zoekt regelmatig contact met de talentvolle beginnende schrijver Chimo (Mohammed Khouas) en vertelt hem expliciet over haar seksuele fantasieën. Hij weet niet goed wat hij daarmee aan moet maar raakt geobsedeerd door haar. Voor zijn vrienden in de armoedige wijk, eveneens van Noord-Afrikaanse afkomst, verbergt hij zijn gevoelens voor haar, waardoor de vrienden denken dat Chimo homo is. De leider van de groep vrienden, Mouloud (Karim Ben Haddou), heeft ook een oogje op haar maar uit dat door haar te intimideren. Later beschuldigen ze haar ervan een publieke vrouw te zijn. Als Lila plotseling verdwijnt met de tante waar ze bij inwoont, gaat Chimo naar haar op zoek.